# Messestädte-Pokal 1967/68
Der 10. Messestädte-Pokal wurde in der Saison 1967/68 ausgespielt. Leeds United gewann das in Hin- und Rückspiel ausgetragene Finale gegen Ferencváros Budapest. Zum ersten Mal konnte ein englischer Verein den Wettbewerb gewinnen. Torschützenkönig wurde Peter Lorimer von Leeds United mit acht Toren.

## 1. Runde
|                          | Gesamt |                      | Hinspiel | Rückspiel |
| ------------------------ | ------ | -------------------- | -------- | --------- |
| DWS Amsterdam            | 2:4    | FC Dundee            | 2:1      | 0:3       |
| PAOK Saloniki            | 2:5    | RFC Lüttich          | 0:2      | 2:3       |
| Eintracht Frankfurt      | 0:5    | Nottingham Forest    | 0:1      | 0:4       |
| FC Zürich                | 3:2    | FC Barcelona         | 3:1      | 0:1       |
| FC Brügge                | 1:2    | Sporting Lissabon    | 0:0      | 1:2       |
| OGC Nizza                | 0:5    | AC Florenz           | 0:1      | 0:4       |
| Dynamo Dresden           | 2:3    | Glasgow Rangers      | 1:1      | 1:2       |
| 1. FC Köln               | 4:2    | Slavia Prag          | 2:0      | 2:2       |
| Partizan Belgrad         | 6:2    | Lokomotive Plowdiw   | 5:1      | 1:1       |
| Spora Luxemburg          | 00:16  | Leeds United         | 0:9      | 0:7       |
| SSC Neapel               | 5:1    | Hannover 96          | 4:0      | 1:1       |
| Hibernian Edinburgh      | 4:3    | FC Porto             | 3:0      | 1:3       |
| DOS Utrecht              | 4:5    | Real Saragossa       | 3:2      | 1:3       |
| FC Argeș Pitești         | 3:5    | Ferencváros Budapest | 3:1      | 0:4       |
| Malmö FF                 | 1:4    | FC Liverpool         | 0:2      | 1:2       |
| Servette Genf            | 2:6    | TSV 1860 München     | 2:2      | 0:4       |
| St Patrick’s Athletic    | 4:9    | Girondins Bordeaux   | 1:3      | 3:6       |
| BK Frem Kopenhagen       | 2:4    | Atlético Bilbao      | 0:1      | 2:3       |
| FC Bologna               | 2:0    | Lyn Oslo             | 2:0      | 0:0       |
| Dinamo Zagreb            | 5:2    | Petrolul Ploiești    | 5:0      | 0:2       |
| FK Vojvodina             | 4:1    | GD da CUF Barreiro   | 1:0      | 3:1       |
| 1. FC Lokomotive Leipzig | 5:2    | Linfield FC          | 5:1      | 0:1       |
| Wiener Sport-Club        | 3:7    | Atlético Madrid      | 2:5      | 1:2       |
| Royal Antwerpen          | 1:2    | Göztepe Izmir        | 1:2      | 0:0       |

## 2. Runde
|                    | Gesamt    |                          | Hinspiel | Rückspiel |
| ------------------ | --------- | ------------------------ | -------- | --------- |
| FC Dundee          | 7:2       | RFC Lüttich              | 3:1      | 4:1       |
| Nottingham Forest  | (a)2:2(a) | FC Zürich                | 2:1      | 0:1       |
| Sporting Lissabon  | 3:2       | AC Florenz               | 2:1      | 1:1       |
| Glasgow Rangers    | 4:3       | 1. FC Köln               | 3:0      | 1:3 n. V. |
| Partizan Belgrad   | 2:3       | Leeds United             | 1:2      | 1:1       |
| SSC Neapel         | 4:6       | Hibernian Edinburgh      | 4:1      | 0:5       |
| Real Saragossa     | 2:4       | Ferencváros Budapest     | 2:1      | 0:3       |
| FC Liverpool       | 9:2       | TSV 1860 München         | 8:0      | 1:2       |
| Girondins Bordeaux | 1:4       | Atlético Bilbao          | 1:3      | 0:1       |
| FC Bologna         | 2:1       | Dinamo Zagreb            | 0:0      | 2:1       |
| FK Vojvodina       | 2:0       | 1. FC Lokomotive Leipzig | 0:0      | 2:0       |
| Atlético Madrid    | 2:3       | Göztepe Izmir            | 2:0      | 0:3       |

## 3. Runde
Ein Freilos erhielten:
- Athletic Bilbao
- FC Bologna
- FC Dundee
- Glasgow Rangers

|                      | Gesamt |                     | Hinspiel | Rückspiel |
| -------------------- | ------ | ------------------- | -------- | --------- |
| FC Zürich            | 3:1    | Sporting Lissabon   | 3:0      | 0:1       |
| Leeds United         | 2:1    | Hibernian Edinburgh | 1:0      | 1:1       |
| Ferencváros Budapest | 2:0    | FC Liverpool        | 1:0      | 1:0       |
| FK Vojvodina         | 2:0    | Göztepe Izmir       | 1:0      | 1:0       |

## Viertelfinale
|                      | Gesamt |                 | Hinspiel | Rückspiel |
| -------------------- | ------ | --------------- | -------- | --------- |
| FC Dundee            | 2:0    | FC Zürich       | 1:0      | 1:0       |
| Glasgow Rangers      | 0:2    | Leeds United    | 0:0      | 0:2       |
| Ferencváros Budapest | 4:2    | Atlético Bilbao | 2:1      | 2:1       |
| FC Bologna           | 2:0    | FK Vojvodina    | 0:0      | 2:0       |

## Halbfinale
|                      | Gesamt |              | Hinspiel | Rückspiel |
| -------------------- | ------ | ------------ | -------- | --------- |
| FC Dundee            | 1:2    | Leeds United | 1:1      | 0:1       |
| Ferencváros Budapest | 5:4    | FC Bologna   | 3:2      | 2:2       |

## Finale

### Hinspiel
| Leeds United                               | Leeds United | Ferencváros Budapest | Ferencváros Budapest |
| ------------------------------------------ | --- | --- | -------------------- |
| Leeds United                               | \| 7. August 1968 in Leeds (Elland Road) \| \| Ergebnis: 1:0 (1:0) \| \| Zuschauer: 25.638 \| \| Schiedsrichter: Rudolf Scheurer ( Schweiz) \|                                                                            | \| 7. August 1968 in Leeds (Elland Road) \| \| Ergebnis: 1:0 (1:0) \| \| Zuschauer: 25.638 \| \| Schiedsrichter: Rudolf Scheurer ( Schweiz) \|                                                                        | Ferencváros Budapest |
| Leeds United                               | Gary Sprake – Paul Reaney, Terry Cooper – Billy Bremner , Jack Charlton, Norman Hunter – Peter Lorimer, Paul Madeley, Mick Jones (46. Rod Belfitt), Johnny Giles (46. Jimmy Greenhoff), Eddie Gray Cheftrainer: Don Revie | István Géczi – Dezső Novák , Miklós Páncsics – Sándor Havasi, István Juhász, Lajos Szűcs – István Szőke, Zoltán Varga, Flórián Albert, Gyula Rákosi, Máté Fenyvesi (65. László Branikovits) Cheftrainer: Károly Lakat | Ferencváros Budapest |
| Leeds United                               | 1:0 Mick Jones (41.) | | Ferencváros Budapest |
| 7. August 1968 in Leeds (Elland Road)      | | |                      |
| Ergebnis: 1:0 (1:0)                        | | |                      |
| Zuschauer: 25.638                          | | |                      |
| Schiedsrichter: Rudolf Scheurer ( Schweiz) | | |                      |

### Rückspiel
| Ferencváros Budapest                                  | Ferencváros Budapest | Leeds United | Leeds United |
| ----------------------------------------------------- | --- | --- | ------------ |
| Ferencváros Budapest                                  | \| 11. September 1968 in Budapest (Népstadion) \| \| Ergebnis: 0:0 \| \| Zuschauer: 70.000 \| \| Schiedsrichter: Gerhard Schulenburg ( BR Deutschland) \|                                                       | \| 11. September 1968 in Budapest (Népstadion) \| \| Ergebnis: 0:0 \| \| Zuschauer: 70.000 \| \| Schiedsrichter: Gerhard Schulenburg ( BR Deutschland) \|                                                | Leeds United |
| Ferencváros Budapest                                  | István Géczi – Dezső Novák , Miklós Páncsics – Sándor Havasi, István Juhász, Lajos Szűcs – István Szőke (60. János Karába), Zoltán Varga, Flórián Albert, Gyula Rákosi, Sándor Katona Cheftrainer: Károly Lakat | Gary Sprake – Paul Reaney, Terry Cooper – Billy Bremner , Jack Charlton, Norman Hunter – Peter Lorimer, Michael O’Grady, Paul Madeley, Terry Hibbitt (62. Mick Bates), Mick Jones Cheftrainer: Don Revie | Leeds United |
| 11. September 1968 in Budapest (Népstadion)           | | |              |
| Ergebnis: 0:0                                         | | |              |
| Zuschauer: 70.000                                     | | |              |
| Schiedsrichter: Gerhard Schulenburg ( BR Deutschland) | | |              |

## Beste Torschützen
| Rang | Spieler             | Klub                 | Tore |
| ---- | ------------------- | -------------------- | ---- |
| 1    | Peter Lorimer       | Leeds United         | 8    |
| 2    | José Eulogio Gárate | Atlético Madrid      | 5    |
|      | George McLean       | FC Dundee            | 5    |
| 4    | Flórián Albert      | Ferencváros Budapest | 4    |
|      | László Branikovits  | Ferencváros Budapest | 4    |
|      | Zoltán Varga        | Ferencváros Budapest | 4    |
|      | Jimmy Greenhoff     | Leeds United         | 4    |
|      | Christian Winiger   | FC Zürich            | 4    |